# Parabopyrella choprai
Parabopyrella choprai är en kräftdjursart som först beskrevs av Hugo Frederik Nierstrasz och Brender a Brandis1929.  Parabopyrella choprai ingår i släktet Parabopyrella och familjen Bopyridae. Inga underarter finns listade i Catalogue of Life.